# Troy McIntosh
Troy McIntosh, född den 29 mars 1973, är en före detta friidrottare från Bahamas som tävlade i kortdistanslöpning.
McIntosh deltog vid VM i Göteborg 1995 där han blev utslagen i kvartsfinalen på 400 meter. Vid inomhus-VM 1999 var han i final på 400 meter och slutade på en fjärde plats. Han deltog även vid Olympiska sommarspelen 2000 men blev utslagen redan i försöken. 
Vid VM 2001 deltog han tillsammans med Avard Moncur, Christopher Brown och Tim Munnings i stafettlaget på 4 x 100 meter som slutade på andra plats efter USA.

## Personliga rekord
- 400 meter - 44,73